# Mago saperda
Mago saperda är en spindelart som beskrevs av Simon 1900. Mago saperda ingår i släktet Mago och familjen hoppspindlar. Inga underarter finns listade i Catalogue of Life.